# Turaensis
Turaensis es un género de foraminífero bentónico de estatus incierto, aunque considerado perteneciente a la familia Parathuramminidae, de la superfamilia Parathuramminoidea, del suborden Fusulinina y del orden Fusulinida. Su especie tipo es Turaensis compactilus. Su rango cronoestratigráfico abarca el Ludloviense (Silúrico superior).

## Discusión
Algunas clasificaciones más recientes incluirían Turaensis en el suborden Parathuramminina, del orden Parathuramminida, de la subclase Afusulinina y de la clase Fusulinata.

## Clasificación
Turaensis incluye a la siguiente especie:
- Turaensis compactilus †